# Zvonimir Popovic
Zvonimir Popovic född 3 december 1934 i Berane, Montenegro, Jugoslavien, död 2020, var en svensk författare, översättare och journalist.
Popovic träffade sin blivande svenska hustru 1958 och flyttade till Sverige 1963; han var bosatt i Norrköping.

## Priser och utmärkelser
- 1998 – Tidningen Vi:s litteraturpris
- 1998 – Samfundet De Nios stipendium
- 2001 – Norrköpings Tidningars kulturpris